# 商务印书馆第五印刷厂旧址
商务印书馆第五印刷所旧址是商务印书馆在上海保留的唯一旧址，位於中華人民共和國上海市靜安區天通庵路190号。商务印书馆第五印刷所旧址为静安区文物保护单位。

## 歷史
商务印书馆第五印刷所旧址建於1922年，原为五洲大药房建造的仓库。1923年11月成為商务印书馆第五印刷所，当时商务印书馆已在宝山路设有正厂、后厂、订书厂、木工厂，第五印刷所只是商務印書館的辅助印刷纸的地方。一二八事件期間，宝山路的正廠被炸毀。商務印書館復業後，保留下來的第五印刷所成為商務印書館的主力印刷場所。日军占领期间，厂房作為日军军需仓库和马厩。1954年，商务印書館实行公私合营，总馆迁北京，第五印刷所改组为商务印书馆上海印刷厂。2008年底，工厂搬迁至青浦。2017年2月11日，商务印书馆第五印刷所作为商务印书馆发展史的展示场所经修缮后向社会开放。2017年6月8日，商务印书馆第五印刷所旧址揭牌仪式在天通庵路190号举行。

## 建築
商务印书馆第五印刷所旧址为钢筋混凝土结构二层大楼，中间有弧顶钟楼，钟楼上有“商务”二字。商务印书馆第五印刷所旧址占地面积约2100平方米，建筑面积约4200平方米。